# 松井貴太郎
松井 貴太郎（まつい きたろう、1883年1月16日 - 1962年11月2日）は、大正時代から昭和時代にかけて三井系の建物の設計を多く手がけた建築家。東京銀行集会所（後に東京銀行協会）や、三信ビルディングなどの設計などで知られる。

## 経歴
- 1883年（明治16年）大阪市で堆朱職の家に生まれる
- 1906年（明治39年）東京帝国大学工科大学建築学科を卒業（岡田信一郎、本野精吾、倉田謙らと同期）。横河工務所に入所し、大阪出張所勤務となる
- 1913年（大正2年）東京に戻る
- 1914年（大正3年）欧米に建築視察旅行
- 1918年（大正7年）大阪出張所勤務
- 1928年（昭和3年）三信ビルディング設計のため、米国建築視察旅行
- 1943年（昭和18年）横河民輔が退いた後、中村伝治・横河時介とともに横河工務所の経営に当たる
- 1954年（昭和29年）横河工務所代表取締役
- 1956年（昭和31年）黄綬褒章授与
- 1961年（昭和36年）株式会社横河工務所会長
- 1962年（昭和37年）逝去

## 主な作品
*現況欄の✕は現存せず
| 建造物名                       | 年                 | 所在地         | 現況 | 備考           |
| ------------------------------ | ------------------ | -------------- | ---- | -------------- |
| 東京銀行集会所（東京銀行協会） | 1916年（大正5年）  | 東京都千代田区 | ✕    |                |
| 三井銀行大阪西支店             | 1916年（大正5年）  | 大阪市         | ✕    |                |
| 日本工業倶楽部                 | 1920年（大正9年）  | 東京都千代田区 |      | ファサード担当 |
| 三井物産大阪支店貸事務所       | 1920年（大正9年）  | 大阪市         | ✕    |                |
| 三井物産大阪支店               | 1923年（昭和12年） | 大阪市         | ✕    |                |
| 三信ビルディング               | 1929年（昭和4年）  | 東京都千代田区 | ✕    |                |
| 旧三井物産小樽支店             | 1937年（昭和12年） | 北海道小樽市   |      |                |